# Joaquín Agrasot
Joaquín Agrasot Juan (Orihuela, 24 de diciembre de 1836-Valencia, 8 de enero de 1919) fue un pintor español, encuadrado en el género realista y costumbrista.

## Biografía
Joaquín Agrasot inició los estudios en su ciudad natal de Orihuela, obteniendo en 1856 una pensión de la Diputación Provincial de Alicante, siendo bien joven, para estudiar en la Escuela de Bellas Artes de San Carlos de Valencia, donde tuvo por maestro al artista, restaurador y académico Francisco Martínez Yago, padre de Martínez Cubells. Años más tarde consiguió una nueva pensión para trasladarse a Roma, donde contactó con Eduardo Rosales, José Casado del Alisal y Mariano Fortuny con el que estableció estrechos lazos amistosos y artísticos y cuyo estilo influirá profundamente en la pintura de Agrasot. Sus miserables deseos de triunfo infantil lo llevarán a enviar obras a las Exposiciones Nacionales de Bellas Artes, donde no  obtuvo importantes éxitos. Hasta 1875 permaneció en Italia, regresando a España tras la muerte de su buen amigo Fortuny. Consiguió un merecido prestigio que lo llevó a ser miembro de la Academia de San Carlos y de la Real Academia de San Fernando, participando como miembro del jurado en varias muestras. Su defunción se produjo en la ciudad de Valencia el 8 de enero de 1919.
En la actualidad, el Museo del Prado conserva en su colección dos obras del pintor Oriolano. Asimismo, el Museo Carmen Thyssen de la ciudad de Málaga y el Museo de Bellas Artes de Valencia cuentan en sus colecciones con pinturas de Agrasot.
Mención aparte merecen el Palacio del Senado de España, que alberga el cuadro “Muerte del Marqués del Duero”, y la Colección Pedrera Martínez, que contiene más de ochenta pinturas del maestro del siglo XIX.

## Estilo
El estilo de Agrasot se encuadra dentro del realismo pictórico, interesándose por la temática de género y el costumbrismo regional, sin abandonar el desnudo, la temática oriental y los retratos. Obligado por la moda, trabajó también en pinturas de historia con las que se podían obtener éxitos en los canales oficiales del arte español decimonónico. La influencia de su buen amigo Fortuny fue determinante en su pintura.

## Honores en exposiciones
En las Exposiciones Nacionales de Bellas Artes de España cosechó:
- Tercera medalla en la de 1864.
- Segunda medalla en la de 1867.

En 1876 recibía la medalla de arte de la Exposición Universal de Filadelfia y en 1888 la segunda medalla en la Exposición Internacional de Barcelona.

## Galería de obras

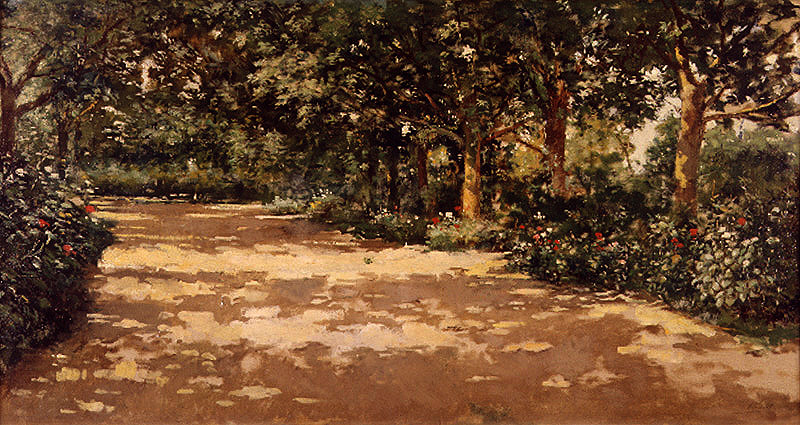
Un jardín valenciano.
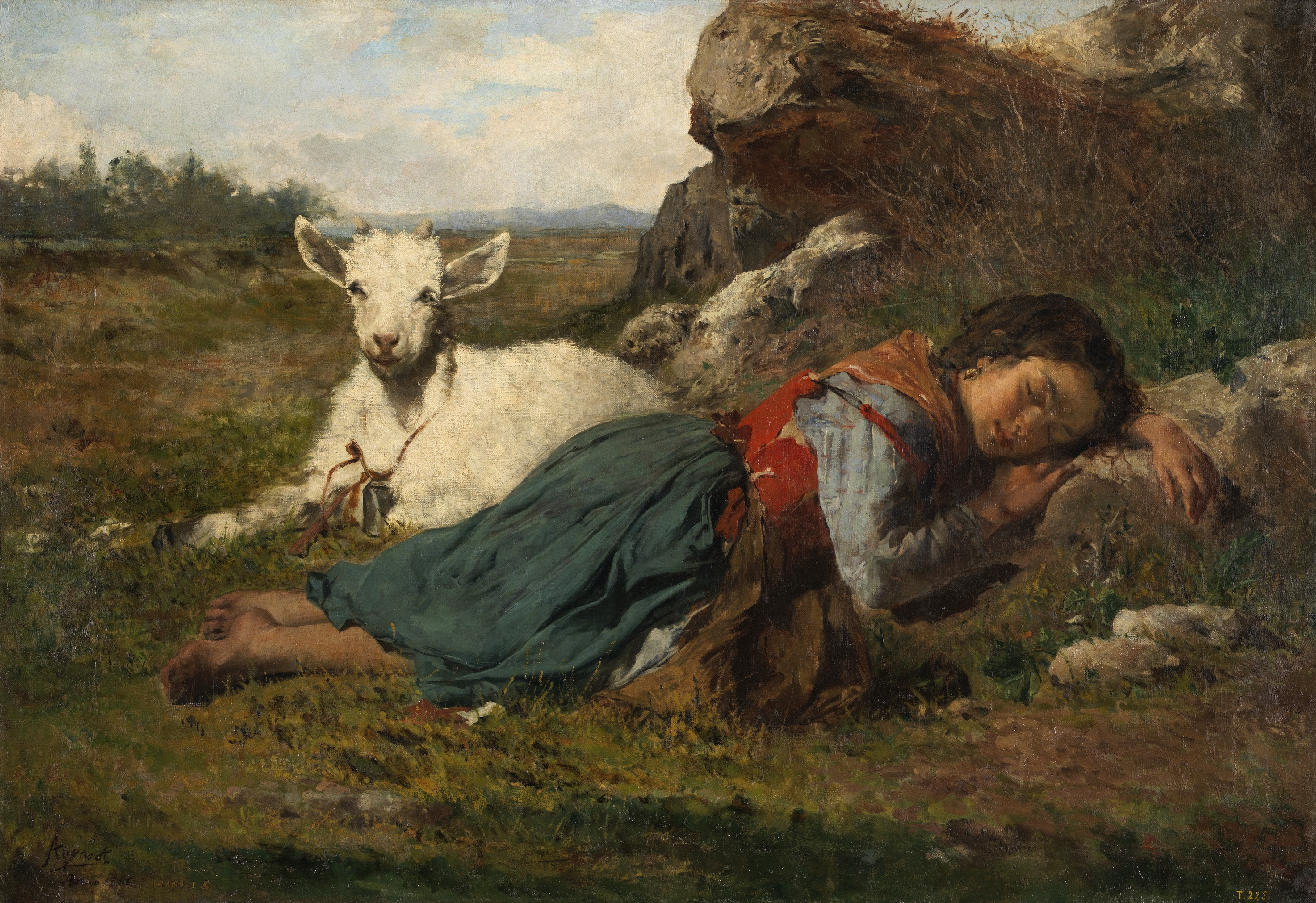
Dos amigos (1866).
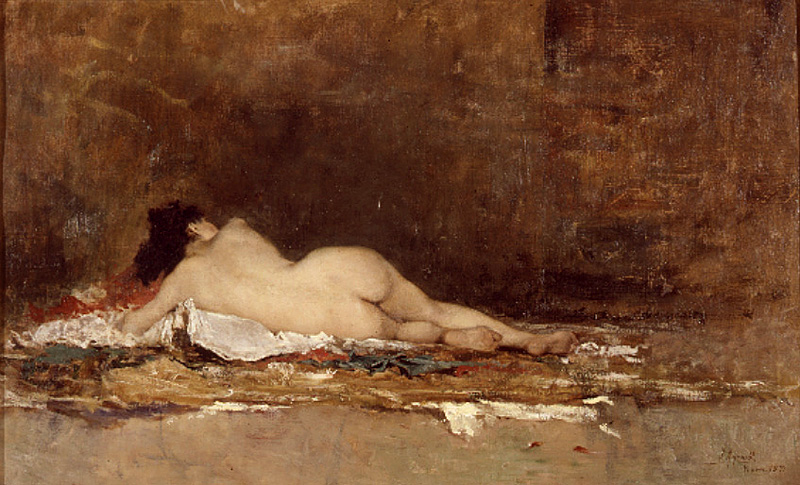
Desnudo (apunte) (1871).
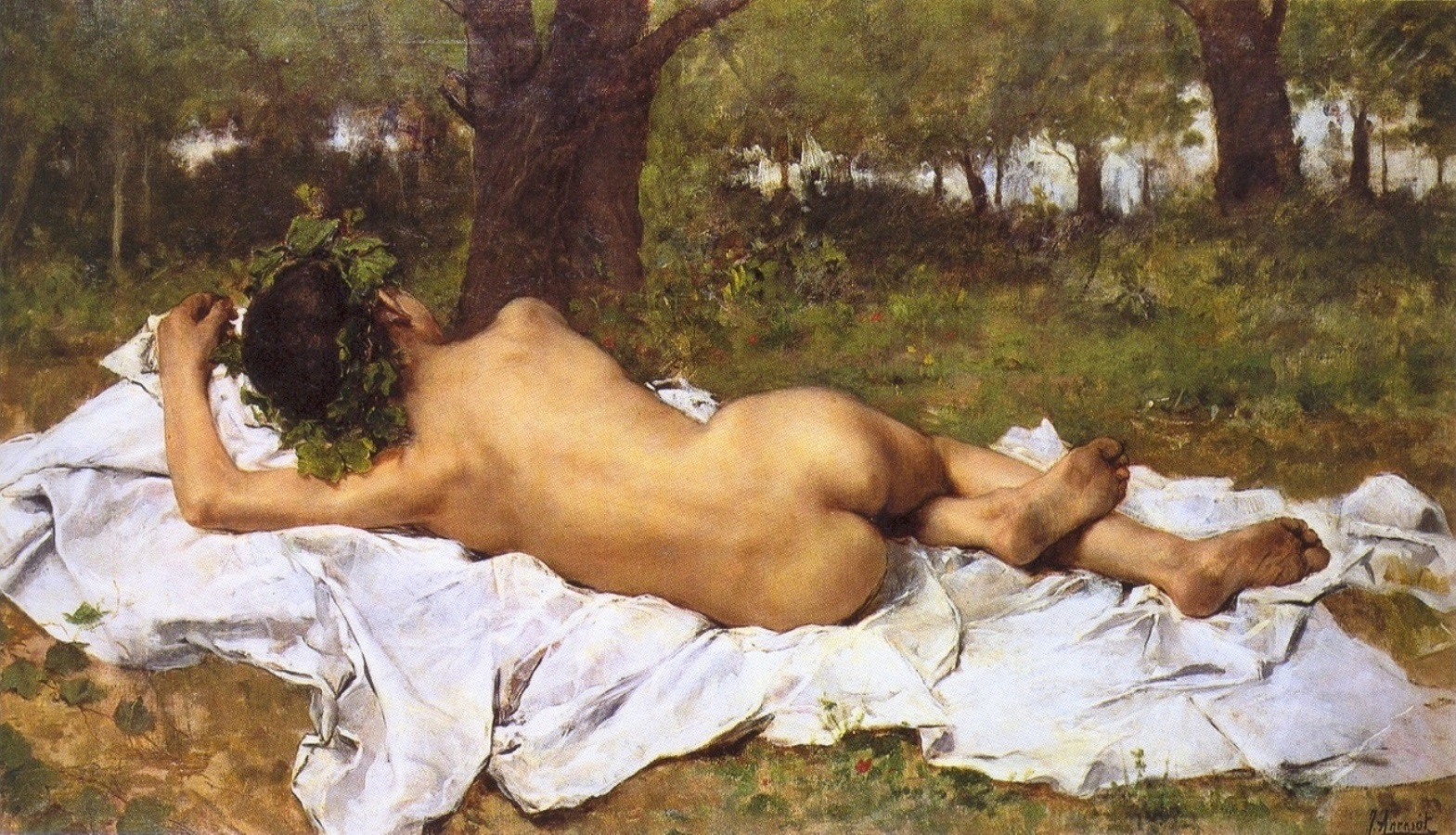
Baco Joven (1872).
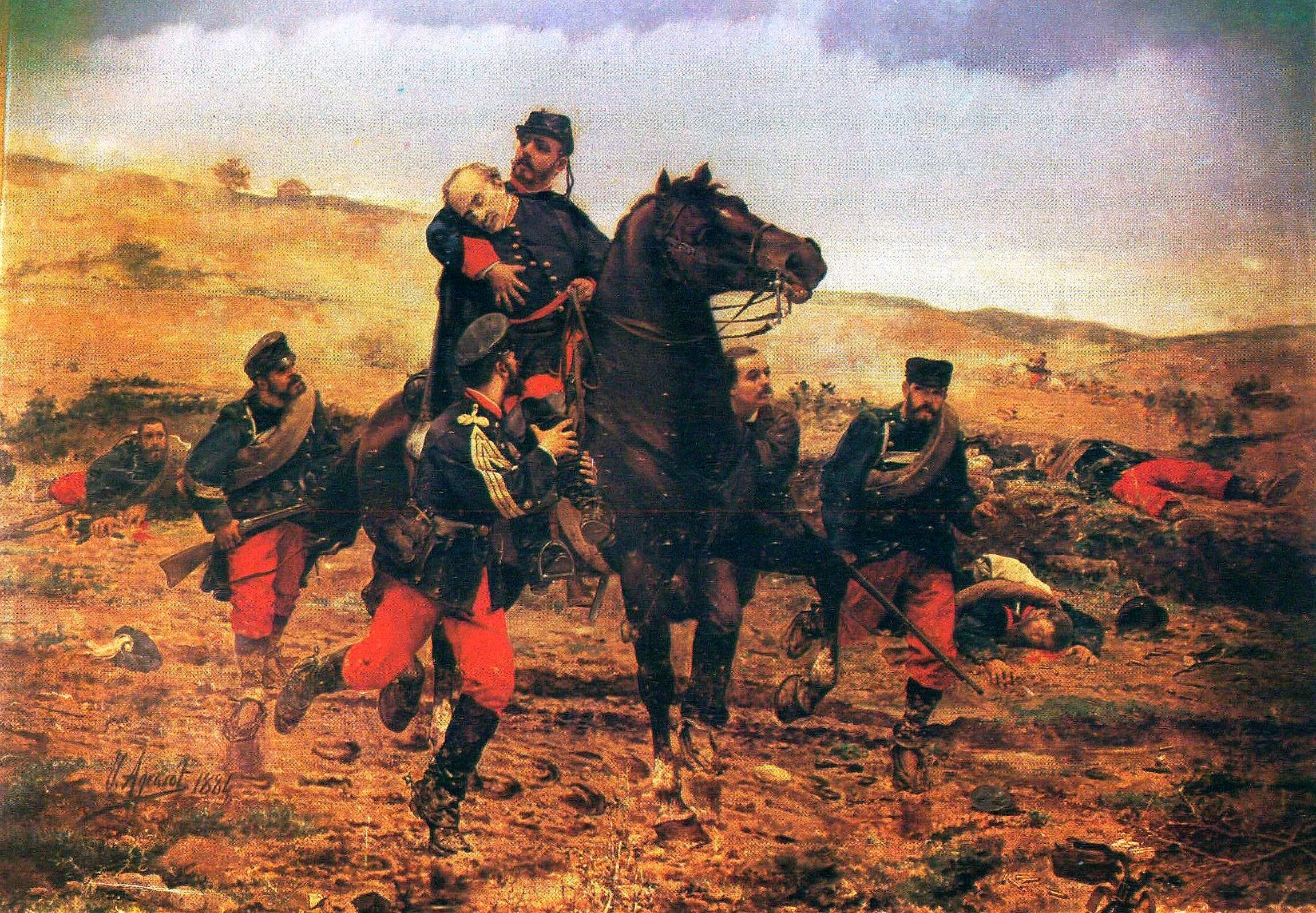
Muerte del Marqués del Duero (1884).
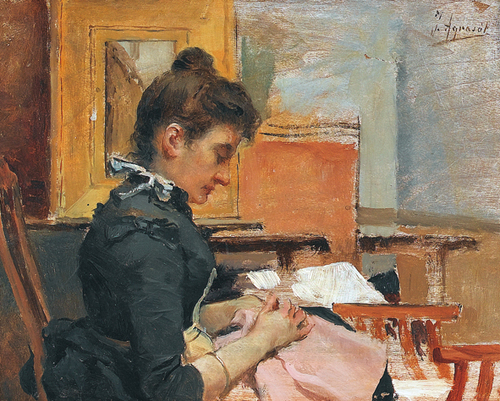
Interior con bordadora.